# Aphidius macrosiphoniellae
Aphidius macrosiphoniellae är en stekelart som beskrevs av Hajimu Takada 1968. Aphidius macrosiphoniellae ingår i släktet Aphidius och familjen bracksteklar. Inga underarter finns listade i Catalogue of Life.